# Tumminello (cognome)
Tumminello è un cognome di lingua italiana.

## Varianti
Tuminelli, Tumminelli, Tumminiello, Tummolo, Tumolo.

## Origine e diffusione
Cognome tipicamente meridionale, è presente prevalentemente in Sicilia.
Potrebbe derivare dal termine dialettale tummineddu, diminutivo di tumminu, "cappello", o dal termine agricolo tummolo, o dal prenome Bartolomeo, risultando in quest'ultimo caso variante di Bartolomei.

## Persone
- Franco Tumminello (1860 – ...) – tenore italiano
- Marco Tumminello (n. 1998) – calciatore italiano